# Ken Armstrong (1924–1984)
Ken Armstrong (ur. 3 czerwca 1924, zm. 13 czerwca 1984) – angielski piłkarz reprezentujący niegdyś Anglię oraz Nową Zelandię w rozgrywkach międzypaństwowych.
Urodzony w Bradford, Armstrong służył w Królewskich Siłach Lotniczych podczas II wojny światowej. Następnie był silnym, twardo grającym pomocnikiem, głównie w Chelsea F.C., do której przybył w 1946 roku. Był kluczowym zawodnikiem drużyny Teda Drake’a, która zdobyła pierwszy w historii tytuł mistrza Anglii dla The Blues w sezonie 1954/55, rozgrywając wówczas 39 spotkań. Łącznie wystąpił w ponad 400 meczach i strzelił 30 bramek.
Po odejściu z Chelsea w 1957 roku, Armstrong wyemigrował do Gisborne w Nowej Zelandii i kontynuował tam swoją piłkarską karierę grając w lokalnych klubach. Z North Shore United trzykrotnie wygrał rozgrywki Chatham Cup zaś z Eastern Suburbs AFC raz. Następnie został trenerem University-Mount Wellington z którym w 1972 i 1974 roku zdobył mistrzostwo Nowej Zelandii, zaś w 1973 Chatham Cup. Swój ostatni występ na boisku zaliczył mając 47 lat. W latach 1958–1964 był również trenerem reprezentacji narodowej Nowej Zelandii.
Armstrong został powołany do składu reprezentacji Anglii na mistrzostwa świata w 1954 roku, jednak nie pojechał do Szwajcarii, ponieważ był jednym z pięciu graczy którzy mieli statusy rezerwowych. 2 kwietnia 1955 roku zaliczył jedyny występ w barwach Anglii, kiedy to zagrał przez pełne 90 minut w wygranym 7:2 spotkaniu ze Szkocją. Po emigracji do Nowej Zelandii wystąpił w dziewięciu meczach kadry A tego państwa i zdobył dla niej trzy gole.